# Élections cantonales de 2004 en Dordogne
Les élections cantonales ont eu lieu les 21 et 28 mars 2004.
Lors de ces élections, 26 des 50 cantons de la Dordogne ont été renouvelés. Elles ont vu la reconduction de la majorité socialiste dirigée par Bernard Cazeau, président du Conseil général depuis 1994.

## Résultats à l’échelle du département
Répartition départementale des résultats (2e tour).
- PCF (13,92 %)
- PS (38,35 %)
- DVG (9,81 %)
- UMP (36,32 %)
- UDF (0,8 %)
- DVD (0,79 %)

| Étiquette      | Étiquette                          | Premier tour | Premier tour | Second tour | Second tour | Sièges |
| Étiquette      | Étiquette                          | Voix         | %            | Voix        | %           | Sièges |
| -------------- | ---------------------------------- | ------------ | ------------ | ----------- | ----------- | ------ |
|                | Parti socialiste                   | 36 079       | 31,23        | 40 972      | 38,35       | 15     |
|                | Parti communiste français          | 16 855       | 14,59        | 14 877      | 13,92       | 4      |
|                | Divers gauche                      | 8 056        | 6,97         | 10 485      | 9,81        | 3      |
|                | Les Verts                          | 3 566        | 3,09         |             |             |        |
|                | Parti radical de gauche            | 1 547        | 1,34         |             |             |        |
|                | Extrême gauche                     | 1 132        | 0,98         |             |             |        |
| Gauche         | Gauche                             | 67 235       | 58,20        | 66 334      | 62,08       | 22     |
|                |                                    |              |              |             |             |        |
|                | Union pour un mouvement populaire  | 31 146       | 26,96        | 38 800      | 36,32       | 3      |
|                | Front national                     | 10 124       | 8,76         |             |             |        |
|                | Divers droite                      | 3 614        | 3,13         | 844         | 0,79        | 1      |
|                | Union pour la démocratie française | 2 218        | 1,92         | 859         | 0,80        | 0      |
| Droite         | Droite                             | 47 102       | 40,77        | 40 503      | 37,91       | 4      |
|                |                                    |              |              |             |             |        |
|                | Écologistes divers                 | 1 178        | 1,02         |             |             |        |
|                |                                    |              |              |             |             |        |
| Inscrits       | Inscrits                           | 166 707      | 100,00       | 152 076     | 100,00      |        |
| Abstention     | Abstention                         | 45 191       | 27,11        | 37 251      | 24,49       |        |
| Votants        | Votants                            | 121 516      | 72,89        | 114 825     | 75,51       |        |
| Blancs et nuls | Blancs et nuls                     | 6 001        | 4,94         | 7 988       | 6,96        |        |
| Exprimés       | Exprimés                           | 115 515      | 95,06        | 106 837     | 93,04       |        |

## Résultats par canton

### Canton de Beaumont-du-Périgord
| Candidats      | Candidats               | Étiquette      | Premier tour | Premier tour |
| Candidats      | Candidats               | Étiquette      | Voix         | %            |
| -------------- | ----------------------- | -------------- | ------------ | ------------ |
|                | Dominique Mortemousque* | UMP            | 1 287        | 60,37        |
|                | Paul Testut             | PS             | 530          | 24,86        |
|                | Nathalie Fabre          | PCF            | 207          | 9,71         |
|                | Marie-Josephe du Merle  | FN             | 108          | 5,07         |
|                |                         |                |              |              |
| Inscrits       | Inscrits                | Inscrits       | 2 775        | 100,00       |
| Abstention     | Abstention              | Abstention     | 560          | 20,18        |
| Votants        | Votants                 | Votants        | 2 215        | 79,82        |
| Blancs et nuls | Blancs et nuls          | Blancs et nuls | 83           | 3,75         |
| Exprimés       | Exprimés                | Exprimés       | 2 132        | 96,25        |

*sortant

### Canton de Bergerac-1
| Candidats      | Candidats              | Étiquette      | Premier tour | Premier tour | Second tour | Second tour |
| Candidats      | Candidats              | Étiquette      | Voix         | %            | Voix        | %           |
| -------------- | ---------------------- | -------------- | ------------ | ------------ | ----------- | ----------- |
|                | Dominique Rousseau*    | PS             | 3 365        | 36,99        | 5 439       | 58,55       |
|                | Josie Bayle            | UMP            | 2 562        | 28,16        | 3 850       | 41,45       |
|                | Antoine Peyret-Lacombe | FN             | 1 431        | 15,73        |             |             |
|                | Marie-Claude Raguy     | ECO            | 586          | 6,44         |             |             |
|                | Laurent Simonet        | Verts          | 428          | 4,70         |             |             |
|                | Didier Bustamante      | PCF            | 416          | 4,57         |             |             |
|                | Bernard Albrigo        | EXG            | 310          | 3,41         |             |             |
|                |                        |                |              |              |             |             |
| Inscrits       | Inscrits               | Inscrits       | 15 040       | 100,00       | 15 034      | 100,00      |
| Abstention     | Abstention             | Abstention     | 5 534        | 36,80        | 5 043       | 33,54       |
| Votants        | Votants                | Votants        | 9 506        | 63,20        | 9 991       | 66,46       |
| Blancs et nuls | Blancs et nuls         | Blancs et nuls | 408          | 4,29         | 702         | 7,03        |
| Exprimés       | Exprimés               | Exprimés       | 9 098        | 95,71        | 9 289       | 92,97       |

*sortant

### Canton de Bergerac-2
| Candidats      | Candidats          | Étiquette      | Premier tour | Premier tour | Second tour | Second tour |
| Candidats      | Candidats          | Étiquette      | Voix         | %            | Voix        | %           |
| -------------- | ------------------ | -------------- | ------------ | ------------ | ----------- | ----------- |
|                | Jean Chagneau*     | PS             | 3 202        | 42,85        | 5 016       | 65,90       |
|                | Étienne Lengereau  | UMP            | 1 550        | 20,74        | 2 596       | 34,10       |
|                | René Verjus        | FN             | 1 102        | 14,75        |             |             |
|                | Chantal Bouchaud   | DVD            | 450          | 6,02         |             |             |
|                | Claude Magnaud     | PCF            | 443          | 5,93         |             |             |
|                | Lionel Frel        | Verts          | 418          | 5,59         |             |             |
|                | Marianne Wenzel    | EXG            | 308          | 4,12         |             |             |
|                | Jean-Louis Gazzini | ECO            | 0            | 0,00         |             |             |
|                |                    |                |              |              |             |             |
| Inscrits       | Inscrits           | Inscrits       | 11 655       | 100,00       | 11 653      | 100,00      |
| Abstention     | Abstention         | Abstention     | 3 790        | 32,52        | 3 417       | 29,32       |
| Votants        | Votants            | Votants        | 7 865        | 67,48        | 8 236       | 70,68       |
| Blancs et nuls | Blancs et nuls     | Blancs et nuls | 392          | 4,98         | 624         | 7,58        |
| Exprimés       | Exprimés           | Exprimés       | 7 473        | 95,02        | 7 612       | 92,42       |

*sortant

### Canton de Brantôme
| Candidats      | Candidats             | Étiquette      | Premier tour | Premier tour | Second tour | Second tour |
| Candidats      | Candidats             | Étiquette      | Voix         | %            | Voix        | %           |
| -------------- | --------------------- | -------------- | ------------ | ------------ | ----------- | ----------- |
|                | Jean-Léopold Ganiayre | PS             | 1 510        | 37,58        | 2 293       | 54,69       |
|                | Bernard Mazouaud*     | UMP            | 1 484        | 36,93        | 1 900       | 45,31       |
|                | Christian Rebiere     | PCF            | 489          | 12,17        |             |             |
|                | Pierre Chaput         | FN             | 342          | 8,51         |             |             |
|                | Jean-Michel Salviat   | Verts          | 193          | 4,80         |             |             |
|                |                       |                |              |              |             |             |
| Inscrits       | Inscrits              | Inscrits       | 5 620        | 100,00       | 5 617       | 100,00      |
| Abstention     | Abstention            | Abstention     | 1 426        | 25,37        | 1 210       | 21,54       |
| Votants        | Votants               | Votants        | 4 194        | 74,63        | 4 407       | 78,46       |
| Blancs et nuls | Blancs et nuls        | Blancs et nuls | 176          | 4,20         | 214         | 4,86        |
| Exprimés       | Exprimés              | Exprimés       | 4 018        | 95,80        | 4 193       | 95,14       |

*sortant

### Canton du Bugue
| Candidats      | Candidats          | Étiquette      | Premier tour | Premier tour | Second tour | Second tour |
| Candidats      | Candidats          | Étiquette      | Voix         | %            | Voix        | %           |
| -------------- | ------------------ | -------------- | ------------ | ------------ | ----------- | ----------- |
|                | Gérard Fayolle     | UMP            | 1 268        | 46,89        | 1 411       | 49,84       |
|                | Gérard Labrousse   | PS             | 1 030        | 38,09        | 1 420       | 50,16       |
|                | Ludovic de Froment | FN             | 227          | 8,39         |             |             |
|                | Françoise Thorin   | PCF            | 179          | 6,62         |             |             |
|                |                    |                |              |              |             |             |
| Inscrits       | Inscrits           | Inscrits       | 3 715        | 100,00       | 3 717       | 100,00      |
| Abstention     | Abstention         | Abstention     | 878          | 23,63        | 757         | 20,37       |
| Votants        | Votants            | Votants        | 2 837        | 76,37        | 2 960       | 79,63       |
| Blancs et nuls | Blancs et nuls     | Blancs et nuls | 133          | 4,69         | 129         | 4,36        |
| Exprimés       | Exprimés           | Exprimés       | 2 704        | 95,31        | 2 831       | 95,64       |

### Canton de Bussière-Badil
| Candidats      | Candidats            | Étiquette      | Premier tour | Premier tour | Second tour | Second tour |
| Candidats      | Candidats            | Étiquette      | Voix         | %            | Voix        | %           |
| -------------- | -------------------- | -------------- | ------------ | ------------ | ----------- | ----------- |
|                | Didier Vignal*       | PS             | 981          | 43,06        | 1 301       | 54,48       |
|                | Guy Beauzetier       | UMP            | 865          | 37,97        | 1 087       | 45,52       |
|                | Michel Bourdeau      | PCF            | 185          | 8,12         |             |             |
|                | Michel Evrard        | Verts          | 141          | 6,19         |             |             |
|                | Marie-Jeanne Scudier | FN             | 106          | 4,65         |             |             |
|                |                      |                |              |              |             |             |
| Inscrits       | Inscrits             | Inscrits       | 3 058        | 100,00       | 3 057       | 100,00      |
| Abstention     | Abstention           | Abstention     | 636          | 20,80        | 537         | 17,57       |
| Votants        | Votants              | Votants        | 2 422        | 79,20        | 2 520       | 82,43       |
| Blancs et nuls | Blancs et nuls       | Blancs et nuls | 144          | 5,95         | 132         | 5,24        |
| Exprimés       | Exprimés             | Exprimés       | 2 278        | 94,05        | 2 388       | 94,76       |

*sortant

### Canton du Buisson-de-Cadouin
| Candidats      | Candidats          | Étiquette      | Premier tour | Premier tour | Second tour | Second tour |
| Candidats      | Candidats          | Étiquette      | Voix         | %            | Voix        | %           |
| -------------- | ------------------ | -------------- | ------------ | ------------ | ----------- | ----------- |
|                | Françoise Wolters* | DVG            | 1 041        | 49,17        | 1 298       | 60,18       |
|                | Philippe Castanet  | UDF            | 709          | 33,49        | 859         | 39,82       |
|                | Georges Mary       | PCF            | 236          | 11,15        |             |             |
|                | Pierre Reveillas   | FN             | 131          | 6,19         |             |             |
|                |                    |                |              |              |             |             |
| Inscrits       | Inscrits           | Inscrits       | 2 984        | 100,00       | 2 983       | 100,00      |
| Abstention     | Abstention         | Abstention     | 754          | 25,27        | 718         | 24,07       |
| Votants        | Votants            | Votants        | 2 230        | 74,73        | 2 265       | 75,93       |
| Blancs et nuls | Blancs et nuls     | Blancs et nuls | 113          | 5,07         | 108         | 4,77        |
| Exprimés       | Exprimés           | Exprimés       | 2 117        | 94,93        | 2 157       | 95,23       |

*sortant

### Canton de Hautefort
| Candidats      | Candidats            | Étiquette      | Premier tour | Premier tour | Second tour | Second tour |
| Candidats      | Candidats            | Étiquette      | Voix         | %            | Voix        | %           |
| -------------- | -------------------- | -------------- | ------------ | ------------ | ----------- | ----------- |
|                | Jean-Marie Queyroi*  | DVG            | 1 100        | 41,00        | 1 365       | 49,17       |
|                | Yves Moreau          | DVG            | 882          | 32,87        | 1 411       | 50,83       |
|                | Dominique Durand     | UMP            | 526          | 19,60        | Retrait     | Retrait     |
|                | Andre Sambat         | PCF            | 101          | 3,76         |             |             |
|                | Elisabeth de Froment | FN             | 74           | 2,76         |             |             |
|                |                      |                |              |              |             |             |
| Inscrits       | Inscrits             | Inscrits       | 3 302        | 100,00       | 3 300       | 100,00      |
| Abstention     | Abstention           | Abstention     | 484          | 14,66        | 393         | 11,91       |
| Votants        | Votants              | Votants        | 2 818        | 85,34        | 2 907       | 88,09       |
| Blancs et nuls | Blancs et nuls       | Blancs et nuls | 135          | 4,79         | 131         | 4,51        |
| Exprimés       | Exprimés             | Exprimés       | 2 683        | 95,21        | 2 776       | 95,49       |

*sortant

### Canton de Jumilhac-le-Grand
| Candidats      | Candidats       | Étiquette      | Premier tour | Premier tour | Second tour | Second tour |
| Candidats      | Candidats       | Étiquette      | Voix         | %            | Voix        | %           |
| -------------- | --------------- | -------------- | ------------ | ------------ | ----------- | ----------- |
|                | Michel Karp*    | PS             | 1 324        | 44,47        | 1 813       | 58,54       |
|                | Alain Castagnie | UMP            | 1 015        | 34,09        | 1 284       | 41,46       |
|                | Pascal Bonneau  | PCF            | 441          | 14,81        | Retrait     | Retrait     |
|                | André Boutet    | FN             | 197          | 6,62         |             |             |
|                |                 |                |              |              |             |             |
| Inscrits       | Inscrits        | Inscrits       | 4 033        | 100,00       | 4 032       | 100,00      |
| Abstention     | Abstention      | Abstention     | 898          | 22,27        | 758         | 18,80       |
| Votants        | Votants         | Votants        | 3 135        | 77,73        | 3 274       | 81,20       |
| Blancs et nuls | Blancs et nuls  | Blancs et nuls | 158          | 5,04         | 177         | 5,41        |
| Exprimés       | Exprimés        | Exprimés       | 2 977        | 94,96        | 3 097       | 94,59       |

*sortant

### Canton de La Force
| Candidats      | Candidats              | Étiquette      | Premier tour | Premier tour | Second tour | Second tour |
| Candidats      | Candidats              | Étiquette      | Voix         | %            | Voix        | %           |
| -------------- | ---------------------- | -------------- | ------------ | ------------ | ----------- | ----------- |
|                | Armand Zaccaron        | PCF            | 2 223        | 38,57        | 4 038       | 70,12       |
|                | Jean-Claude Fonvieille | PS             | 1 380        | 23,95        | Retrait     | Retrait     |
|                | Paul Cartoux           | UMP            | 985          | 17,09        | 1 721       | 29,88       |
|                | Marc Cholet            | FN             | 759          | 13,17        |             |             |
|                | Jean-Marie Lecomte     | DVG            | 416          | 7,22         |             |             |
|                |                        |                |              |              |             |             |
| Inscrits       | Inscrits               | Inscrits       | 8 675        | 100,00       | 8 658       | 100,00      |
| Abstention     | Abstention             | Abstention     | 2 602        | 29,99        | 2 447       | 28,26       |
| Votants        | Votants                | Votants        | 6 073        | 70,01        | 6 211       | 71,74       |
| Blancs et nuls | Blancs et nuls         | Blancs et nuls | 310          | 5,10         | 452         | 7,28        |
| Exprimés       | Exprimés               | Exprimés       | 5 763        | 94,90        | 5 759       | 92,72       |

### Canton de Lalinde
| Candidats      | Candidats                | Étiquette      | Premier tour | Premier tour | Second tour | Second tour |
| Candidats      | Candidats                | Étiquette      | Voix         | %            | Voix        | %           |
| -------------- | ------------------------ | -------------- | ------------ | ------------ | ----------- | ----------- |
|                | Serge Guy Raymo Merillou | PS             | 1 609        | 35,92        | 2 886       | 68,39       |
|                | Michel Suchod*           | DVG            | 911          | 20,33        | 1 334       | 31,61       |
|                | Laurent Perea            | PCF            | 579          | 12,92        |             |             |
|                | Pierre Brunel            | UMP            | 563          | 12,57        |             |             |
|                | Henry Peyret-Lacombe     | FN             | 512          | 11,43        |             |             |
|                | Regis Venencie           | DVG            | 306          | 6,83         |             |             |
|                |                          |                |              |              |             |             |
| Inscrits       | Inscrits                 | Inscrits       | 6 362        | 100,00       | 6 361       | 100,00      |
| Abstention     | Abstention               | Abstention     | 1 657        | 26,05        | 1 553       | 24,41       |
| Votants        | Votants                  | Votants        | 4 705        | 73,95        | 4 808       | 75,59       |
| Blancs et nuls | Blancs et nuls           | Blancs et nuls | 225          | 4,78         | 588         | 12,23       |
| Exprimés       | Exprimés                 | Exprimés       | 4 480        | 95,22        | 4 220       | 87,77       |

*sortant

### Canton de Lanouaille
| Candidats      | Candidats                | Étiquette      | Premier tour | Premier tour | Second tour | Second tour |
| Candidats      | Candidats                | Étiquette      | Voix         | %            | Voix        | %           |
| -------------- | ------------------------ | -------------- | ------------ | ------------ | ----------- | ----------- |
|                | Jean-Michel Lamassiaude* | PS             | 1 336        | 37,50        | 2 256       | 64,42       |
|                | Michel Dal Col           | UMP            | 745          | 20,91        | 1 246       | 35,58       |
|                | Jean-Pierre Cubertafon   | UDF            | 737          | 20,68        | Retrait     | Retrait     |
|                | Jean-Paul Salgue         | PCF            | 444          | 12,46        |             |             |
|                | Yvonne Boutet            | FN             | 157          | 4,41         |             |             |
|                | Jean-Luc Lefèvre         | Verts          | 144          | 4,04         |             |             |
|                |                          |                |              |              |             |             |
| Inscrits       | Inscrits                 | Inscrits       | 4 575        | 100,00       | 4 573       | 100,00      |
| Abstention     | Abstention               | Abstention     | 822          | 17,97        | 758         | 16,58       |
| Votants        | Votants                  | Votants        | 3 753        | 82,03        | 3 815       | 83,42       |
| Blancs et nuls | Blancs et nuls           | Blancs et nuls | 190          | 5,06         | 313         | 8,20        |
| Exprimés       | Exprimés                 | Exprimés       | 3 563        | 94,94        | 3 502       | 91,80       |

*sortant

### Canton de Montagrier
| Candidats      | Candidats      | Étiquette      | Premier tour | Premier tour |
| Candidats      | Candidats      | Étiquette      | Voix         | %            |
| -------------- | -------------- | -------------- | ------------ | ------------ |
|                | Michel Debet*  | PS             | 1 809        | 63,32        |
|                | Gerard Petit   | UMP            | 660          | 23,10        |
|                | Roland Nardou  | PCF            | 174          | 6,09         |
|                | Anne Guibert   | FN             | 159          | 5,57         |
|                | Albert Lort    | EXG            | 55           | 1,93         |
|                |                |                |              |              |
| Inscrits       | Inscrits       | Inscrits       | 3 763        | 100,00       |
| Abstention     | Abstention     | Abstention     | 727          | 19,32        |
| Votants        | Votants        | Votants        | 3 036        | 80,68        |
| Blancs et nuls | Blancs et nuls | Blancs et nuls | 179          | 5,90         |
| Exprimés       | Exprimés       | Exprimés       | 2 857        | 94,10        |

*sortant

### Canton de Montignac
| Candidats      | Candidats         | Étiquette      | Premier tour | Premier tour | Second tour | Second tour |
| Candidats      | Candidats         | Étiquette      | Voix         | %            | Voix        | %           |
| -------------- | ----------------- | -------------- | ------------ | ------------ | ----------- | ----------- |
|                | Jacques Cabanel   | PS             | 1 210        | 24,39        | 2 053       | 40,67       |
|                | Laurent Mathieu   | UMP            | 947          | 19,09        | 1 645       | 32,59       |
|                | Paul Azoulai      | DVG            | 932          | 18,79        | 1 350       | 26,74       |
|                | François Labatut  | PCF            | 543          | 10,95        |             |             |
|                | Fabrice Mathivet  | Verts          | 345          | 6,95         |             |             |
|                | Christian Geneste | DVG            | 341          | 6,87         |             |             |
|                | Charles Audinette | FN             | 244          | 4,92         |             |             |
|                | Alain Rabeau      | DVD            | 197          | 3,97         |             |             |
|                | Christian Ceyral  | DVD            | 103          | 2,08         |             |             |
|                | Eric Boyard       | EXG            | 99           | 2,00         |             |             |
|                |                   |                |              |              |             |             |
| Inscrits       | Inscrits          | Inscrits       | 6 815        | 100,00       | 6 816       | 100,00      |
| Abstention     | Abstention        | Abstention     | 1 649        | 24,20        | 1 489       | 21,85       |
| Votants        | Votants           | Votants        | 5 166        | 75,80        | 5 327       | 78,15       |
| Blancs et nuls | Blancs et nuls    | Blancs et nuls | 205          | 3,97         | 279         | 5,24        |
| Exprimés       | Exprimés          | Exprimés       | 4 961        | 96,03        | 5 048       | 94,76       |

### Canton de Montpon-Ménestérol
| Candidats      | Candidats             | Étiquette      | Premier tour | Premier tour | Second tour | Second tour |
| Candidats      | Candidats             | Étiquette      | Voix         | %            | Voix        | %           |
| -------------- | --------------------- | -------------- | ------------ | ------------ | ----------- | ----------- |
|                | Jean-Paul Lotterie    | PS             | 2 419        | 45,62        | 3 198       | 56,53       |
|                | Jean-Claude Grégoire* | UMP            | 2 018        | 38,06        | 2 459       | 43,47       |
|                | Jacques Ricard        | FN             | 538          | 10,15        |             |             |
|                | Michel Simon          | PCF            | 327          | 6,17         |             |             |
|                |                       |                |              |              |             |             |
| Inscrits       | Inscrits              | Inscrits       | 7 772        | 100,00       | 7 771       | 100,00      |
| Abstention     | Abstention            | Abstention     | 2 199        | 28,29        | 1 819       | 23,41       |
| Votants        | Votants               | Votants        | 5 573        | 71,71        | 5 952       | 76,59       |
| Blancs et nuls | Blancs et nuls        | Blancs et nuls | 271          | 4,86         | 295         | 4,96        |
| Exprimés       | Exprimés              | Exprimés       | 5 302        | 95,14        | 5 657       | 95,04       |

*sortant

### Canton de Nontron
| Candidats      | Candidats             | Étiquette      | Premier tour | Premier tour | Second tour | Second tour |
| Candidats      | Candidats             | Étiquette      | Voix         | %            | Voix        | %           |
| -------------- | --------------------- | -------------- | ------------ | ------------ | ----------- | ----------- |
|                | Pierre Giry           | UMP            | 1 739        | 34,75        | 2 386       | 46,04       |
|                | René Dutin*           | PCF            | 1 706        | 34,09        | 2 796       | 53,96       |
|                | Guy Vedrenne          | PS             | 819          | 16,36        | Retrait     | Retrait     |
|                | Pierre Treins         | DVD            | 403          | 8,05         |             |             |
|                | Antoinette Beaudrouet | FN             | 338          | 6,75         |             |             |
|                |                       |                |              |              |             |             |
| Inscrits       | Inscrits              | Inscrits       | 7 109        | 100,00       | 7 107       | 100,00      |
| Abstention     | Abstention            | Abstention     | 1 713        | 24,10        | 1 425       | 20,05       |
| Votants        | Votants               | Votants        | 5 396        | 75,90        | 5 682       | 79,95       |
| Blancs et nuls | Blancs et nuls        | Blancs et nuls | 391          | 7,25         | 500         | 8,80        |
| Exprimés       | Exprimés              | Exprimés       | 5 005        | 92,75        | 5 182       | 91,20       |

*sortant

### Canton de Périgueux-Nord-Est
| Candidats      | Candidats           | Étiquette      | Premier tour | Premier tour | Second tour | Second tour |
| Candidats      | Candidats           | Étiquette      | Voix         | %            | Voix        | %           |
| -------------- | ------------------- | -------------- | ------------ | ------------ | ----------- | ----------- |
|                | Francis Colbac*     | PCF            | 3 144        | 38,82        | 5 229       | 62,86       |
|                | Jean-Louis Gregoire | UMP            | 2 183        | 26,95        | 3 090       | 37,14       |
|                | Marie-France Ochs   | PS             | 1 523        | 18,80        | Retrait     | Retrait     |
|                | André Heideiger     | FN             | 657          | 8,11         |             |             |
|                | Lionel Agullo       | ECO            | 592          | 7,31         |             |             |
|                |                     |                |              |              |             |             |
| Inscrits       | Inscrits            | Inscrits       | 12 331       | 100,00       | 12 332      | 100,00      |
| Abstention     | Abstention          | Abstention     | 3 800        | 30,82        | 3 341       | 27,09       |
| Votants        | Votants             | Votants        | 8 531        | 69,18        | 8 991       | 72,91       |
| Blancs et nuls | Blancs et nuls      | Blancs et nuls | 432          | 5,06         | 672         | 7,47        |
| Exprimés       | Exprimés            | Exprimés       | 8 099        | 94,94        | 8 319       | 92,53       |

*sortant

### Canton de Périgueux-Ouest
| Candidats      | Candidats         | Étiquette      | Premier tour | Premier tour | Second tour | Second tour |
| Candidats      | Candidats         | Étiquette      | Voix         | %            | Voix        | %           |
| -------------- | ----------------- | -------------- | ------------ | ------------ | ----------- | ----------- |
|                | Mireille Bordes*  | PS             | 3 522        | 37,05        | 6 264       | 66,10       |
|                | Bernard Vialet    | UMP            | 1 790        | 18,83        | 3 213       | 33,90       |
|                | Patrick Capot     | PCF            | 1 635        | 17,20        | Retrait     | Retrait     |
|                | Jean-Yves Cartier | FN             | 980          | 10,31        |             |             |
|                | Francis Cortez    | Verts          | 808          | 8,50         |             |             |
|                | Hervé Distinguin  | UDF            | 772          | 8,12         |             |             |
|                |                   |                |              |              |             |             |
| Inscrits       | Inscrits          | Inscrits       | 14 649       | 100,00       | 14 650      | 100,00      |
| Abstention     | Abstention        | Abstention     | 4 492        | 30,66        | 4 118       | 28,11       |
| Votants        | Votants           | Votants        | 10 157       | 69,34        | 10 532      | 71,89       |
| Blancs et nuls | Blancs et nuls    | Blancs et nuls | 650          | 6,40         | 1 055       | 10,02       |
| Exprimés       | Exprimés          | Exprimés       | 9 507        | 93,60        | 9 477       | 89,98       |

*sortant

### Canton de Salignac-Eyvigues
| Candidats      | Candidats          | Étiquette      | Premier tour | Premier tour | Second tour | Second tour |
| Candidats      | Candidats          | Étiquette      | Voix         | %            | Voix        | %           |
| -------------- | ------------------ | -------------- | ------------ | ------------ | ----------- | ----------- |
|                | Serge Laval*       | UMP            | 1 024        | 42,61        | 1 425       | 60,10       |
|                | Herve Jacoly       | PS             | 681          | 28,34        | 946         | 39,90       |
|                | Jean-Pierre Dubois | DVD            | 615          | 25,59        | Retrait     | Retrait     |
|                | Liliane du Le      | FN             | 83           | 3,45         |             |             |
|                |                    |                |              |              |             |             |
| Inscrits       | Inscrits           | Inscrits       | 3 046        | 100,00       | 3 045       | 100,00      |
| Abstention     | Abstention         | Abstention     | 571          | 18,75        | 552         | 18,13       |
| Votants        | Votants            | Votants        | 2 475        | 81,25        | 2 493       | 81,87       |
| Blancs et nuls | Blancs et nuls     | Blancs et nuls | 72           | 2,91         | 122         | 4,89        |
| Exprimés       | Exprimés           | Exprimés       | 2 403        | 97,09        | 2 371       | 95,11       |

*sortant

### Canton de Sarlat-la-Canéda
| Candidats      | Candidats               | Étiquette      | Premier tour | Premier tour | Second tour | Second tour |
| Candidats      | Candidats               | Étiquette      | Voix         | %            | Voix        | %           |
| -------------- | ----------------------- | -------------- | ------------ | ------------ | ----------- | ----------- |
|                | Jean-Jacques de Peretti | UMP            | 2 897        | 35,72        | 4 035       | 46,83       |
|                | Jean-Fred Droin         | PS             | 1 806        | 22,27        | 4 582       | 53,17       |
|                | Annick Le Goff          | PCF            | 919          | 11,33        |             |             |
|                | Pascal Bureau           | PRG            | 658          | 8,11         |             |             |
|                | Emmanuelle Pujol        | FN             | 566          | 6,98         |             |             |
|                | Frederic Inizan         | Verts          | 562          | 6,93         |             |             |
|                | Juliane Delpeyrat       | EXG            | 360          | 4,44         |             |             |
|                | Stephane Laurent        | DVD            | 343          | 4,23         |             |             |
|                |                         |                |              |              |             |             |
| Inscrits       | Inscrits                | Inscrits       | 11 941       | 100,00       | 11 941      | 100,00      |
| Abstention     | Abstention              | Abstention     | 3 462        | 28,99        | 2 810       | 23,53       |
| Votants        | Votants                 | Votants        | 8 479        | 71,01        | 9 131       | 76,47       |
| Blancs et nuls | Blancs et nuls          | Blancs et nuls | 368          | 4,34         | 514         | 5,63        |
| Exprimés       | Exprimés                | Exprimés       | 8 111        | 95,66        | 8 617       | 94,37       |

### Canton de Savignac-les-Églises
| Candidats      | Candidats             | Étiquette      | Premier tour | Premier tour | Second tour | Second tour |
| Candidats      | Candidats             | Étiquette      | Voix         | %            | Voix        | %           |
| -------------- | --------------------- | -------------- | ------------ | ------------ | ----------- | ----------- |
|                | Jean-Claude Pinault*  | PCF            | 1 664        | 32,67        | 2 814       | 54,10       |
|                | Jean-Jacques Ratier   | UMP            | 1 601        | 31,43        | 2 387       | 45,90       |
|                | Jean-François Faucher | PS             | 1 161        | 22,79        | Retrait     | Retrait     |
|                | Aude Le Normand       | FN             | 346          | 6,79         |             |             |
|                | Irene Cerquetti       | Verts          | 322          | 6,32         |             |             |
|                |                       |                |              |              |             |             |
| Inscrits       | Inscrits              | Inscrits       | 6 970        | 100,00       | 6 970       | 100,00      |
| Abstention     | Abstention            | Abstention     | 1 584        | 22,73        | 1 352       | 19,40       |
| Votants        | Votants               | Votants        | 5 386        | 77,27        | 5 618       | 80,60       |
| Blancs et nuls | Blancs et nuls        | Blancs et nuls | 292          | 5,42         | 417         | 7,42        |
| Exprimés       | Exprimés              | Exprimés       | 5 094        | 94,58        | 5 201       | 92,58       |

*sortant

### Canton de Sigoules
| Candidats      | Candidats             | Étiquette      | Premier tour | Premier tour | Second tour | Second tour |
| Candidats      | Candidats             | Étiquette      | Voix         | %            | Voix        | %           |
| -------------- | --------------------- | -------------- | ------------ | ------------ | ----------- | ----------- |
|                | Michel Bourgeois*     | DVG            | 1 625        | 34,65        | 2 943       | 63,74       |
|                | Bernard Fauvaud       | UMP            | 948          | 20,21        | 1 674       | 36,26       |
|                | Jean-Paul Jammes      | PRG            | 889          | 18,96        | Retrait     | Retrait     |
|                | Joseph Peyret Lacombe | FN             | 481          | 10,26        |             |             |
|                | Pascal Delteil        | DVD            | 340          | 7,25         |             |             |
|                | Françoise Lepaintre   | Verts          | 205          | 4,37         |             |             |
|                | Maurice Lacotte       | PCF            | 202          | 4,31         |             |             |
|                |                       |                |              |              |             |             |
| Inscrits       | Inscrits              | Inscrits       | 6 821        | 100,00       | 6 821       | 100,00      |
| Abstention     | Abstention            | Abstention     | 1 929        | 28,28        | 1 873       | 27,46       |
| Votants        | Votants               | Votants        | 4 892        | 71,72        | 4 948       | 72,54       |
| Blancs et nuls | Blancs et nuls        | Blancs et nuls | 202          | 4,13         | 331         | 6,69        |
| Exprimés       | Exprimés              | Exprimés       | 4 690        | 95,87        | 4 617       | 93,31       |

*sortant

### Canton de Vergt
| Candidats      | Candidats                | Étiquette      | Premier tour | Premier tour |
| Candidats      | Candidats                | Étiquette      | Voix         | %            |
| -------------- | ------------------------ | -------------- | ------------ | ------------ |
|                | Jean-Pierre Saint Amand* | PS             | 2 354        | 70,86        |
|                | Roland Collinet          | DVD            | 458          | 13,79        |
|                | Pierre Jaubertie         | PCF            | 310          | 9,33         |
|                | Jacqueline Legrosdidier  | FN             | 200          | 6,02         |
|                |                          |                |              |              |
| Inscrits       | Inscrits                 | Inscrits       | 4 535        | 100,00       |
| Abstention     | Abstention               | Abstention     | 1 066        | 23,51        |
| Votants        | Votants                  | Votants        | 3 469        | 76,49        |
| Blancs et nuls | Blancs et nuls           | Blancs et nuls | 147          | 4,24         |
| Exprimés       | Exprimés                 | Exprimés       | 3 322        | 95,76        |

*sortant

### Canton de Verteillac
| Candidats      | Candidats           | Étiquette      | Premier tour | Premier tour | Second tour | Second tour |
| Candidats      | Candidats           | Étiquette      | Voix         | %            | Voix        | %           |
| -------------- | ------------------- | -------------- | ------------ | ------------ | ----------- | ----------- |
|                | Didier Bazinet      | PS             | 1 192        | 43,06        | 1 505       | 51,97       |
|                | Alain Lucas         | UMP            | 1 161        | 41,94        | 1 391       | 48,03       |
|                | Michel Clugnac      | FN             | 165          | 5,96         |             |             |
|                | Gérard Forilliere   | PCF            | 159          | 5,74         |             |             |
|                | Jean-Louis Chanseau | DVG            | 91           | 3,29         |             |             |
|                |                     |                |              |              |             |             |
| Inscrits       | Inscrits            | Inscrits       | 3 703        | 100,00       | 3 701       | 100,00      |
| Abstention     | Abstention          | Abstention     | 793          | 21,42        | 648         | 17,51       |
| Votants        | Votants             | Votants        | 2 910        | 78,58        | 3 053       | 82,49       |
| Blancs et nuls | Blancs et nuls      | Blancs et nuls | 142          | 4,88         | 157         | 5,14        |
| Exprimés       | Exprimés            | Exprimés       | 2 768        | 95,12        | 2 896       | 94,86       |

### Canton de Villefranche-de-Lonchat
| Candidats      | Candidats           | Étiquette      | Premier tour | Premier tour |
| Candidats      | Candidats           | Étiquette      | Voix         | %            |
| -------------- | ------------------- | -------------- | ------------ | ------------ |
|                | Thierry Boide       | UMP            | 1 328        | 51,25        |
|                | Emmanuel Espanol*   | PS             | 977          | 37,71        |
|                | Yves de Rasilly     | FN             | 157          | 6,06         |
|                | Philippe Feuillerat | PCF            | 129          | 4,98         |
|                |                     |                |              |              |
| Inscrits       | Inscrits            | Inscrits       | 3 519        | 100,00       |
| Abstention     | Abstention          | Abstention     | 819          | 23,27        |
| Votants        | Votants             | Votants        | 2 700        | 76,73        |
| Blancs et nuls | Blancs et nuls      | Blancs et nuls | 109          | 4,04         |
| Exprimés       | Exprimés            | Exprimés       | 2 591        | 95,96        |

*sortant

### Canton de Villefranche-du-Périgord
| Candidats      | Candidats            | Étiquette      | Premier tour | Premier tour | Second tour | Second tour |
| Candidats      | Candidats            | Étiquette      | Voix         | %            | Voix        | %           |
| -------------- | -------------------- | -------------- | ------------ | ------------ | ----------- | ----------- |
|                | Vincent Deltreuil    | DVD            | 705          | 46,41        | 844         | 51,84       |
|                | Guy Bouyou           | DVG            | 359          | 23,63        | 784         | 48,16       |
|                | François Mignon      | PS             | 339          | 22,32        | Retrait     | Retrait     |
|                | Marie-Annick Gardère | FN             | 64           | 4,21         |             |             |
|                | Pierre Fabre         | DVG            | 52           | 3,42         |             |             |
|                |                      |                |              |              |             |             |
| Inscrits       | Inscrits             | Inscrits       | 1 939        | 100,00       | 1 937       | 100,00      |
| Abstention     | Abstention           | Abstention     | 346          | 17,84        | 233         | 12,03       |
| Votants        | Votants              | Votants        | 1 593        | 82,16        | 1 704       | 87,97       |
| Blancs et nuls | Blancs et nuls       | Blancs et nuls | 74           | 4,65         | 76          | 4,46        |
| Exprimés       | Exprimés             | Exprimés       | 1 519        | 95,35        | 1 628       | 95,54       |